# Crkva Hrista Carja u Banjoj Luci
Crkva Hrista Carja ('Crkva Krista Cara'), poznata i kao Plava crkva, vjerski je objekt ukrajinskih grkokatolika u Banjoj Luci. U susjedstvu je Katoličkoga školskog centra »Bl. Ivan Merz« i rimokatolička Crkve Pohoda Blažene Djevice Marije. Crkva pripada Križevačkoj eparhiji.

## Povijest
Grkokatolička parohija u Banjoj Luci osnovana je 1910. godine, kada su se Ukrajinci i počeli doseljavati na područje Bosne i Hercegovine. Nisu imali svoje vjerske hramove pa su se obratili svojemu mitropolitu Andreju Šeptickom u Ukrajini, koji je posredstvom sebi bliskih svećenika počeo organizirati rad parohija u Bosni i Hercegovini i to u Prnjavoru, Devetinama, Staroj Dubravi, Derventi i Banjoj Luci. Banja Luka je nosila titulu parohije, ali svoje sjedište imala je u Kozarcu, jer nisu imali svoga prostora u Banjoj Luci. Parohija je obuhvaćala područje od Bosanske Gradiške, pa sve do Banjaluke. Godine 1930. kupljeno je zemljište i u Banjoj Luci, na mjestu sadašnje crkve. Prva mala crkva posvećena je 1931. godine, ali ona je 1944. srušena za bombardiranja Banje Luke u Drugom svjetskom ratu. Temelji današnje crkve postavljeni su 1998. godine, a zidarski i ličilački radovi završeni su oko 2010. Crkva još uvijek nije potpuno izgrađena (nije dovršeno oslikavanje unutrašnjosti), ali za vjerske obrede i liturgiju crkva ispunjava  potrebne osnovne uvjete. 